# Cabanac-et-Villagrains
Pour les articles homonymes, voir Cabanac (homonymie).
Cabanac-et-Villagrains [kabanak e vilaɡʁɛ̃s] est une commune du Sud-Ouest de la France, située dans le département de la Gironde, en région Nouvelle-Aquitaine.

## Géographie

### Localisation
Faisant partie de l'aire d'attraction de Bordeaux et située dans la Forêt des Landes au sud de Bordeaux, la commune est composée de deux anciens villages, celui de Cabanac au nord, le plus important et où se trouvent, entre autres, la mairie et le foyer rural, et celui de Villagrains, à 5,6 km au sud-ouest.

### Communes limitrophes
Les communes limitrophes en sont Saint-Morillon au nord, Landiras à l'est, Guillos au sud-est, Louchats au sud, Saint-Magne dans un grand ouest-sud-ouest et Saucats au nord-ouest.
| Saucats     | Saint-Morillon         |          |
| Saint-Magne | Cabanac-et-Villagrains | Landiras |
|             | Louchats               | Guillos  |

### Hydrographie
La commune est arrosée par le Gat mort et la Barboue tous deux affluents de la Garonne.

### Climat
Le climat qui caractérise la commune est qualifié, en 2010, de « climat océanique altéré », selon la typologie des climats de la France qui compte alors huit grands types de climats en métropole. En 2020, la commune ressort du même type de climat dans la classification établie par Météo-France, qui ne compte désormais, en première approche, que cinq grands types de climats en métropole. Il s’agit d’une zone de transition entre le climat océanique et les climats de montagne et le climat semi-continental. Les écarts de température entre hiver et été augmentent avec l'éloignement de la mer. La pluviométrie est plus faible qu'en bord de mer, sauf aux abords des reliefs.
Les paramètres climatiques qui ont permis d’établir la typologie de 2010 comportent six variables pour les températures et huit pour les précipitations, dont les valeurs correspondent à la normale 1971-2000. Les sept principales variables caractérisant la commune sont présentées dans l'encadré ci-après.
| Paramètres climatiques communaux sur la période 1971-2000 - Moyenne annuelle de température : 12,6 °C - Nombre de jours avec une température inférieure à −5 °C : 2,6 j - Nombre de jours avec une température supérieure à 30 °C : 7,6 j - Amplitude thermique annuelle : 14,3 °C - Cumuls annuels de précipitation : 929 mm - Nombre de jours de précipitation en janvier : 12 j - Nombre de jours de précipitation en juillet : 7,2 j |

Avec le changement climatique, ces variables ont évolué. Une étude réalisée en 2014 par la Direction générale de l'Énergie et du Climat complétée par des études régionales prévoit en effet que la  température moyenne devrait croître et la pluviométrie moyenne baisser, avec toutefois de fortes variations régionales. La station météorologique de Météo-France installée sur la commune et mise en service en 1984 permet de connaître l'évolution des indicateurs météorologiques. Le tableau détaillé pour la période 1981-2010 est présenté ci-après.
| Mois                                  | jan.             | fév.            | mars           | avril         | mai             | juin          | jui.            | août           | sep.            | oct.            | nov.            | déc.            | année      |
| ------------------------------------- | ---------------- | --------------- | -------------- | ------------- | --------------- | ------------- | --------------- | -------------- | --------------- | --------------- | --------------- | --------------- | ---------- |
| Température minimale moyenne (°C)     | 1,5              | 1,8             | 3,2            | 5,5           | 9,3             | 12,1          | 13,6            | 13,8           | 10,6            | 8,8             | 4,6             | 2,4             | 7,3        |
| Température moyenne (°C)              | 5,7              | 6,9             | 9,4            | 11,7          | 15,7            | 18,7          | 20,7            | 21,1           | 17,6            | 14,3            | 9               | 6,4             | 13,1       |
| Température maximale moyenne (°C)     | 9,9              | 12              | 15,6           | 17,8          | 22,1            | 25,3          | 27,8            | 28,4           | 24,6            | 19,8            | 13,5            | 10,3            | 19         |
| Record de froid (°C) date du record   | −19,2 16.01.1985 | −13,3 09.02.12  | −12,5 01.03.05 | −5 04.04.1996 | −0,6 14.05.1984 | 3 01.06.06    | 5 04.07.1990    | 3,9 30.08.1986 | 0,1 25.09.02    | −5,7 30.10.1997 | −9,9 27.11.1985 | −12,6 17.12.01  | −19,2 1985 |
| Record de chaleur (°C) date du record | 20,8 05.01.1999  | 25,2 15.02.1998 | 27,8 20.03.05  | 33,1 30.04.05 | 35,6 10.05.12   | 40,5 22.06.03 | 39,3 21.07.1990 | 41,1 13.08.03  | 39,1 17.09.1987 | 32,5 03.10.11   | 24,8 02.11.05   | 21,8 16.12.1989 | 41,1 2003  |
| Précipitations (mm)                   | 86               | 74,9            | 64,8           | 80,6          | 74              | 60,4          | 54,8            | 64,4           | 71,6            | 89              | 106,9           | 95,6            | 923        |

## Urbanisme

### Typologie
Au 1er janvier 2024, Cabanac-et-Villagrains est catégorisée bourg rural, selon la nouvelle grille communale de densité à sept niveaux définie par l'Insee en 2022.
Elle est située hors unité urbaine. Par ailleurs la commune fait partie de l'aire d'attraction de Bordeaux, dont elle est une commune de la couronne,. Cette aire, qui regroupe 275 communes, est catégorisée dans les aires de 700 000 habitants ou plus (hors Paris),.

### Occupation des sols

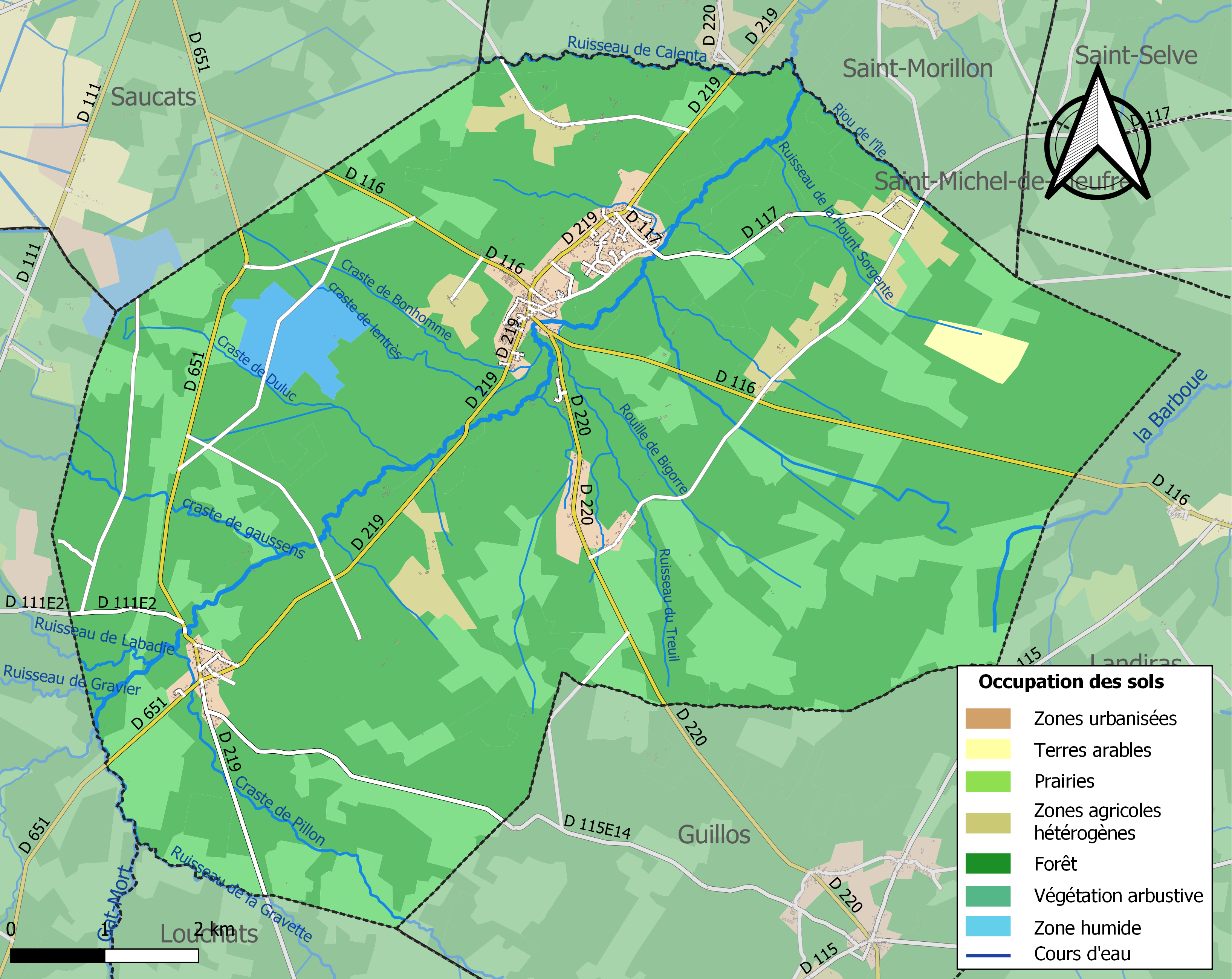
Carte des infrastructures et de l'occupation des sols de la commune en 2018 (CLC).

L'occupation des sols de la commune, telle qu'elle ressort de la base de données européenne d’occupation biophysique des sols Corine Land Cover (CLC), est marquée par l'importance des forêts et milieux semi-naturels (91,4 % en 2018), en diminution par rapport à 1990 (97,5 %). La répartition détaillée en 2018 est la suivante : 
forêts (69,7 %), milieux à végétation arbustive et/ou herbacée (21,6 %), zones agricoles hétérogènes (3,3 %), zones urbanisées (3,1 %), eaux continentales (1,6 %), terres arables (0,6 %). L'évolution de l’occupation des sols de la commune et de ses infrastructures peut être observée sur les différentes représentations cartographiques du territoire : la carte de Cassini (XVIIIe siècle), la carte d'état-major (1820-1866) et les cartes ou photos aériennes de l'IGN pour la période actuelle (1950 à aujourd'hui).

### Voies de communication et transports
Réseau TransGironde à Cabanac-et-Villagrains  :
| Ligne | 4812 |  | Talence-Peixotto ⇔ Cabanac-et-Villagrains par Cabanac |

| Ligne | 4811 |  | Bordeaux CHU Pellegrin ⇔ Hostens / Saint-Symphorien par Villagrains |

### Risques majeurs
Le territoire de la commune de Cabanac-et-Villagrains est vulnérable à différents aléas naturels : météorologiques (tempête, orage, neige, grand froid, canicule ou sécheresse), inondations, feux de forêts et séisme (sismicité très faible). Un site publié par le BRGM permet d'évaluer simplement et rapidement les risques d'un bien localisé soit par son adresse soit par le numéro de sa parcelle.
La commune a été reconnue en état de catastrophe naturelle au titre des dommages causés par les inondations et coulées de boue survenues en 1982, 1999, 2009 et 2020,.
Cabanac-et-Villagrains est exposée au risque de feu de forêt. Depuis le 20 avril 2016, les départements de la Gironde, des Landes et de Lot-et-Garonne disposent d’un règlement interdépartemental de protection de la forêt contre les incendies. Ce règlement vise à mieux prévenir les incendies de forêt, à faciliter les interventions des services et à limiter les conséquences, que ce soit par le débroussaillement, la limitation de l’apport du feu ou la réglementation des activités en forêt. Il définit en particulier cinq niveaux de vigilance croissants auxquels sont associés différentes mesures,.

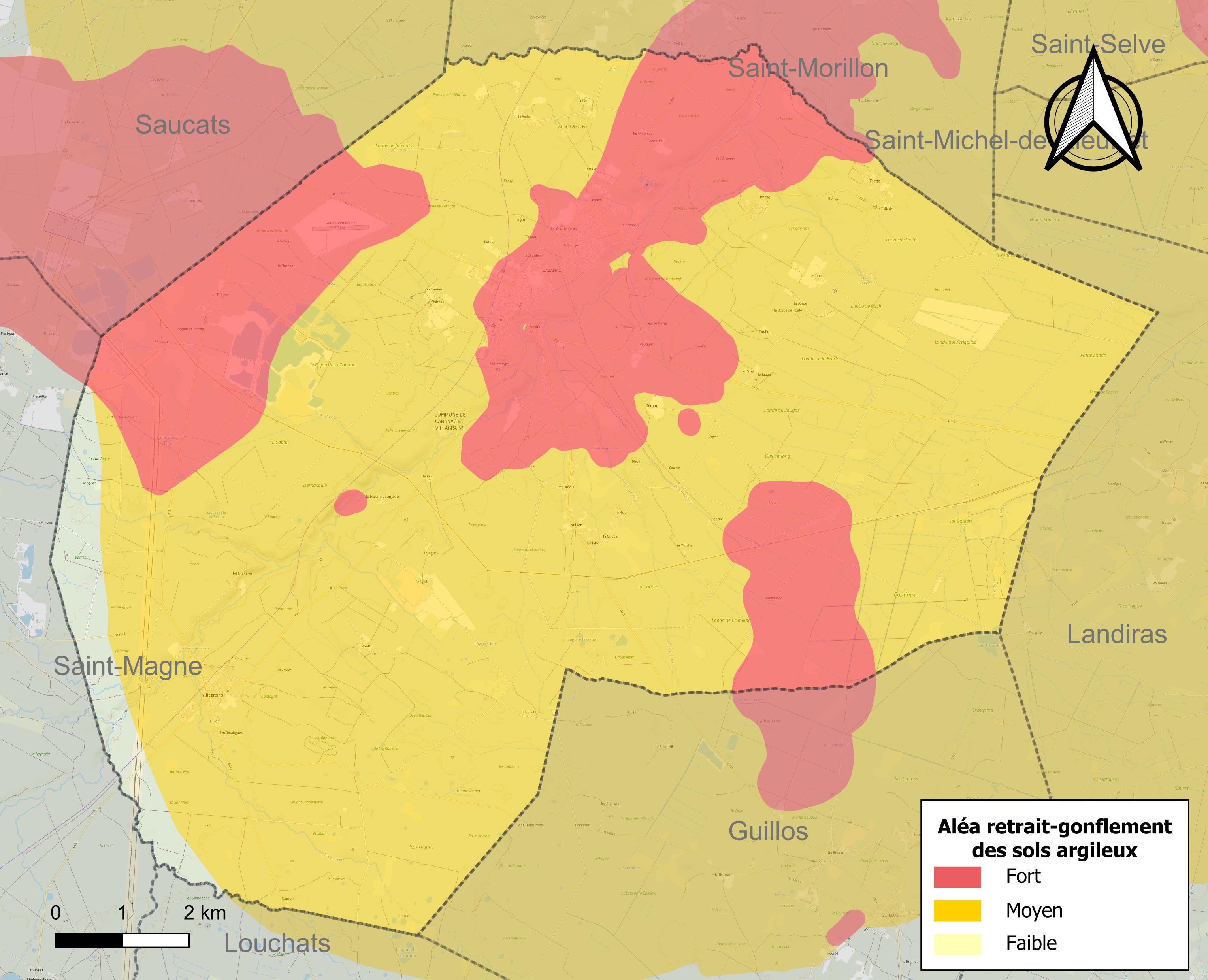
Carte des zones d'aléa retrait-gonflement des sols argileux de Cabanac-et-Villagrains.

Le retrait-gonflement des sols argileux est susceptible d'engendrer des dommages importants aux bâtiments en cas d’alternance de périodes de sécheresse et de pluie. 97 % de la superficie communale est en aléa moyen ou fort (67,4 % au niveau départemental et 48,5 % au niveau national). Sur les 907 bâtiments dénombrés sur la commune en 2019, 907 sont en aléa moyen ou fort, soit 100 %, à comparer aux 84 % au niveau départemental et 54 % au niveau national. Une cartographie de l'exposition du territoire national au retrait gonflement des sols argileux est disponible sur le site du BRGM,.
Par ailleurs, afin de mieux appréhender le risque d’affaissement de terrain, l'inventaire national des cavités souterraines permet de localiser celles situées sur la commune.
Concernant les mouvements de terrains, la commune a été reconnue en état de catastrophe naturelle au titre des dommages causés par la sécheresse en 2003, 2009, 2010, 2011 et 2015 et par des mouvements de terrain en 1999.

## Toponymie
Le nom de la commune pourrait venir, d'une part, du mot « cabane », habitat séculaire dans cette région, et, d'autre part, d'une place destinée aux foires aux « grains ».
Le nom gascon de la commune est Cabanac e Vilagrans.

## Histoire
La seigneurie de Cabanac est fondée au XIIe siècle. Elle devient comté de Ségur-Cabanac 500 ans plus tard.
Au Moyen Âge, la paroisse de Villagrains est plus importante que celle de Cabanac. La situation s’inverse au XVIe siècle quand les comtes de Ségur-Cabanac deviennent les détenteurs des terres de Villagrains en les rachetant à la seigneurie de Saint-Magne.
Depuis le XVIIIe siècle, la vie économique de Cabanac-Villagrains est fondée sur la plantation et l’exploitation du pin maritime.
Pour plus d'information sur la commune au XVIIIe siècle, voir l'ouvrage de Jacques Baurein.
À la Révolution, la paroisse Saint-Jean de Villagrains forme la commune de Villagrains, et son annexe, Saint-Martin de Cabanac, forme la commune de Cabanac. Ces deux communes sont
réunies en 1811 pour former la commune de Cabanac-et-Villagrains,.
L’essor de la commune, permis par la mise en valeur de la forêt, permet la reconstruction de ses deux églises au XIXe siècle.

## Politique et administration

### Tendances politiques et résultats
Lors des dernières élections municipales de 2020, la liste d'Anne-Marie Caussé « Cabanac & Villagrains 2020 » a été élue avec 45,6 %. La liste « Cabanac-et-Villagrains, Avec vous et pour vous » menée par Benoit Darbo a obtenu 41,47 %. Enfin, la liste « Cabanac-et-Villagrains Allons ensemble » menée par Damien Obrador a réuni 12,92 % des suffrages, obtenant ainsi un élu.

### Liste des maires
| Période                                  | Période                  | Identité            | Étiquette | Qualité              |
| ---------------------------------------- | ------------------------ | ------------------- | --------- | -------------------- |
| Les données manquantes sont à compléter. |                          |                     |           |                      |
| 1940                                     | 1940                     | Auguste Brunet      | Radical   | Député de la Réunion |
| ?                                        | 1971                     | M. Dubos            |           |                      |
| 1971                                     | 1977                     | Louis Cluzant       |           |                      |
| 1977                                     | juin 1995                | Jean-Claude Attané  | DVD       |                      |
| juin 1995                                | mars 2008                | Jean-Pierre Larrue  | DVG       |                      |
| mars 2008                                | mars 2014                | Céline Liebaut-Jany | DVG       |                      |
| mars 2014                                | juin 2020                | Benoît Darbo        | MoDem     | Ingénieur            |
| juin 2020                                | février 2023 (démission) | Anne-Marie Caussé   |           |                      |
| mars 2023                                | En cours                 | Jean-Georges Clair  |           |                      |

## Population et société

### Démographie
Les habitants sont appelés les Cabanacais-Villagrainois. Le site « Visites en Aquitaine » de la région Aquitaine donne les noms séparés de Cabanacais et de Villagrainais.
| 1793 | 1800 | 1806 | 1821 | 1831 | 1836 | 1841 | 1846 | 1851 |
| ---- | ---- | ---- | ---- | ---- | ---- | ---- | ---- | ---- |
| 655  | 621  | 684  | 661  | 696  | 667  | 692  | 758  | 742  |

| 1856 | 1861 | 1866 | 1872 | 1876 | 1881 | 1886 | 1891 | 1896 |
| ---- | ---- | ---- | ---- | ---- | ---- | ---- | ---- | ---- |
| 830  | 880  | 879  | 932  | 893  | 879  | 941  | 899  | 836  |

| 1901 | 1906 | 1911 | 1921 | 1926  | 1931 | 1936 | 1946 | 1954 |
| ---- | ---- | ---- | ---- | ----- | ---- | ---- | ---- | ---- |
| 838  | 896  | 926  | 959  | 1 025 | 907  | 898  | 843  | 945  |

| 1962 | 1968 | 1975 | 1982 | 1990  | 1999  | 2006  | 2011  | 2016  |
| ---- | ---- | ---- | ---- | ----- | ----- | ----- | ----- | ----- |
| 965  | 895  | 808  | 930  | 1 123 | 1 437 | 2 023 | 2 124 | 2 375 |

| 2021  | 2022  | - | - | - | - | - | - | - |
| ----- | ----- | - | - | - | - | - | - | - |
| 2 404 | 2 400 | - | - | - | - | - | - | - |

### Manifestations culturelles et festivités
Le deuxième week-end de juin, fête de la Saint-Jean avec concert, feux de la Saint-Jean, manèges, rallyes et jeux inter-villages, feu d'artifice au-dessus de la gare, etc.

## Culture locale et patrimoine

### Lieux et monuments
- L'église Saint-Martin de Cabanac, ancien édifice roman, a été presque entièrement reconstruite au milieu du XIXe siècle en style néo-gothique et surmontée d'un clocher Donnet tout en conservant son chevet roman[36] ; elle est orientée ouest-est (chœur à l'ouest), contrairement à l'usage.
- L'église Saint-Jean de Villagrains, ancien édifice roman, a été entièrement reconstruite en 1878 en style néo-gothique[26] ; comme l'église de Cabanac, elle est orientée ouest-est (chœur à l'ouest).
- Deux stèles aux morts, quasiment identiques et avec les mêmes listes de noms, ont été apposées sur les deux églises du village, sur le flanc nord pour Cabanac, sur la façade orientale pour Villagrains.
- Deux mottes castrales.
- Un vieux lavoir.
- Une ancienne gare sert maintenant de salle de répétition pour une association de musique, l'association des Jeunes Musicos.
- Un vieil arbre impressionnant mais très difficile à trouver, se trouve au plus profond des bois, au bord du Gat mort.

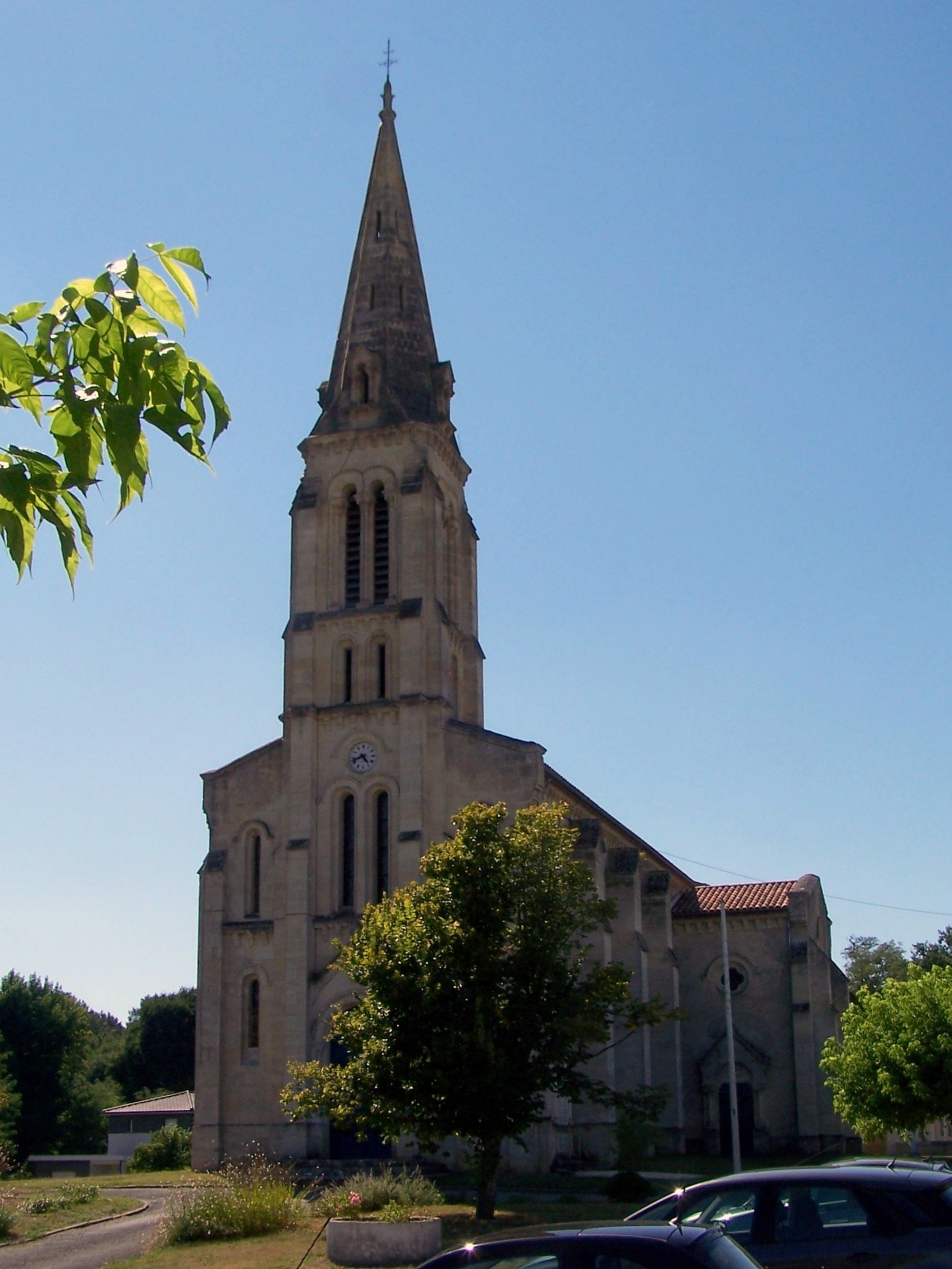
L'église Saint-Martin de Cabanac (août 2015).
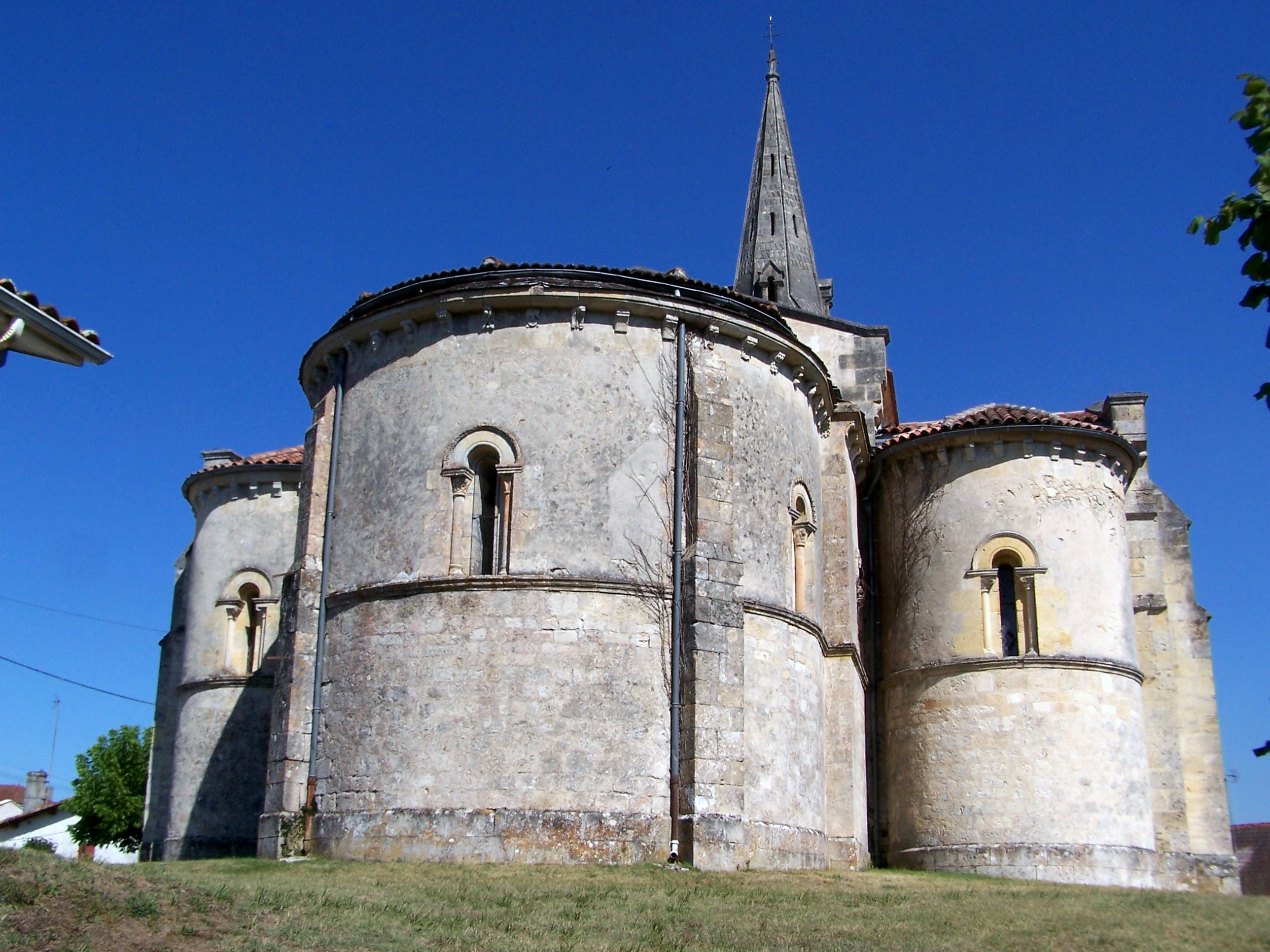
Le chevet roman de l'église Saint-Martin (août 2015).
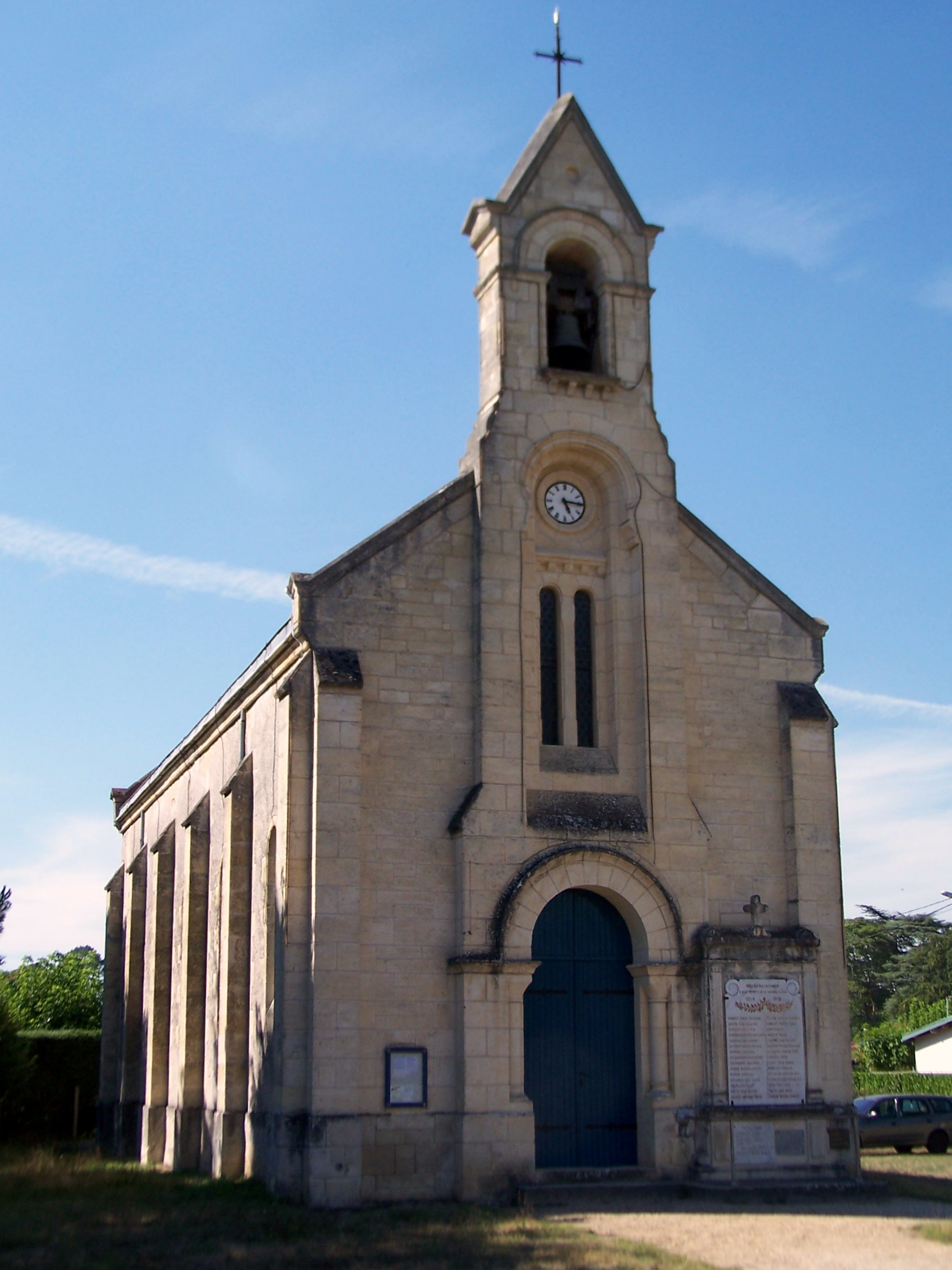
L'église Saint-Jean de Villagrains (août 2015).
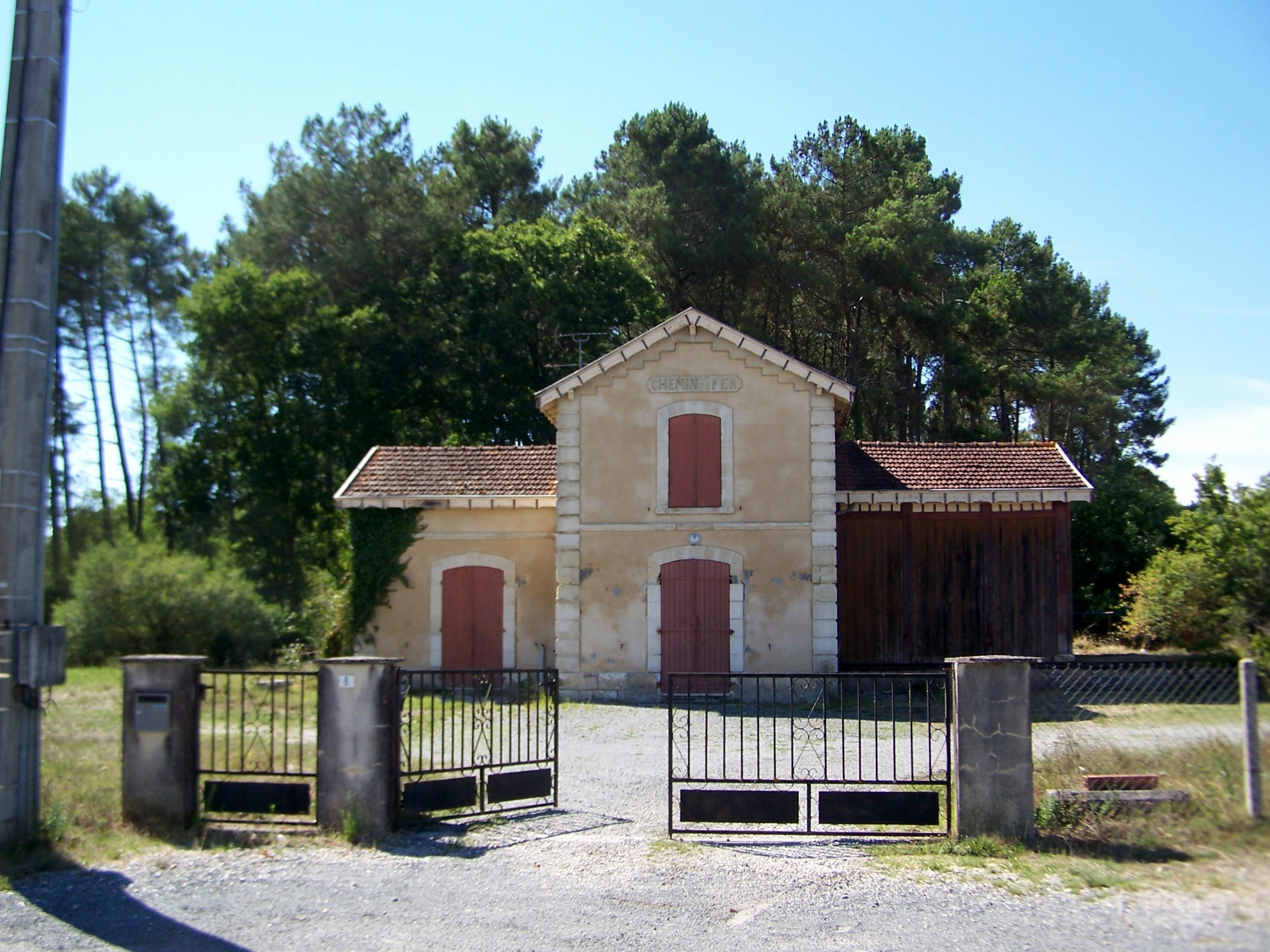
L'ancienne gare de Cabanac (août 2015).
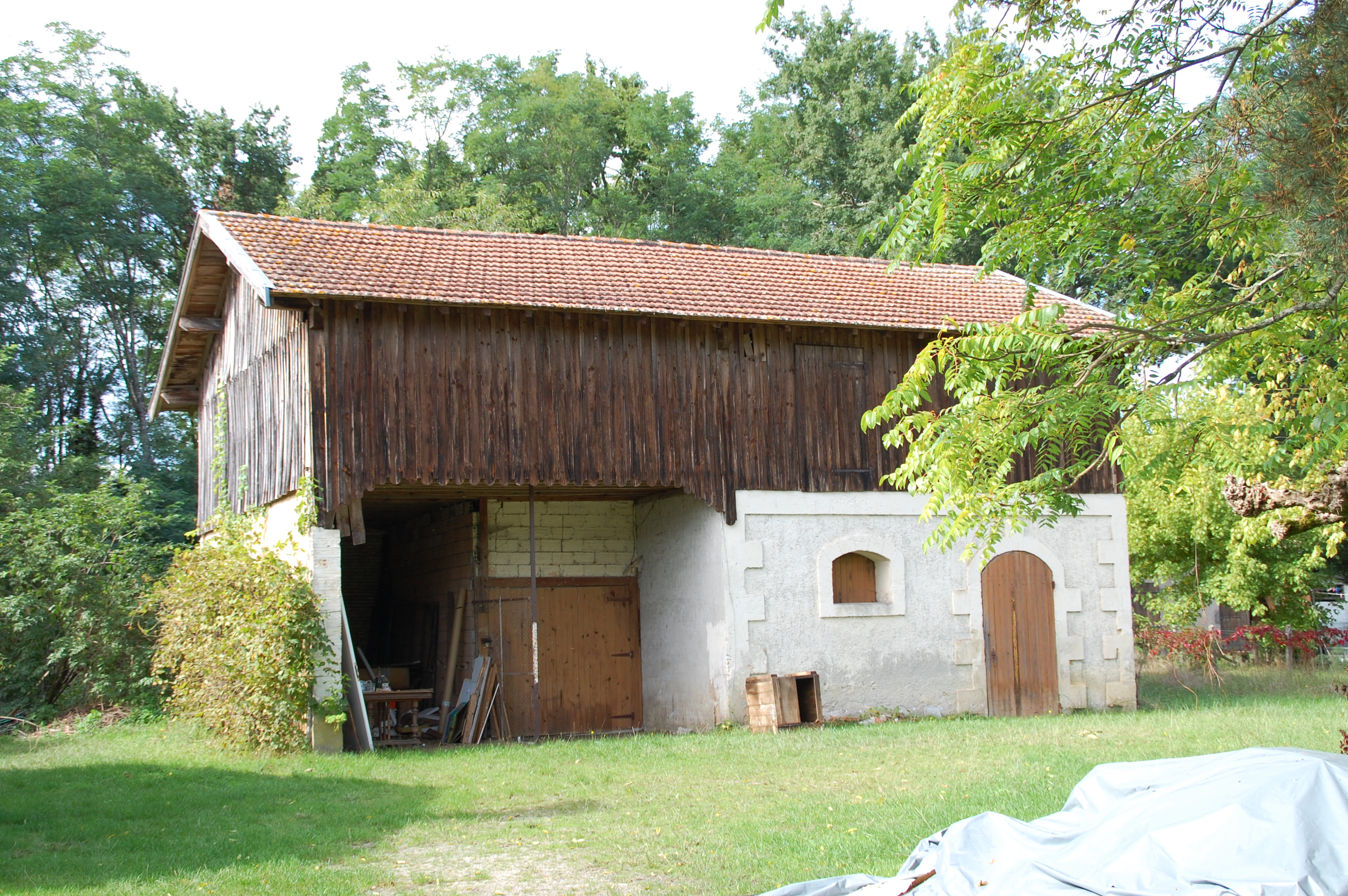
Une grange.
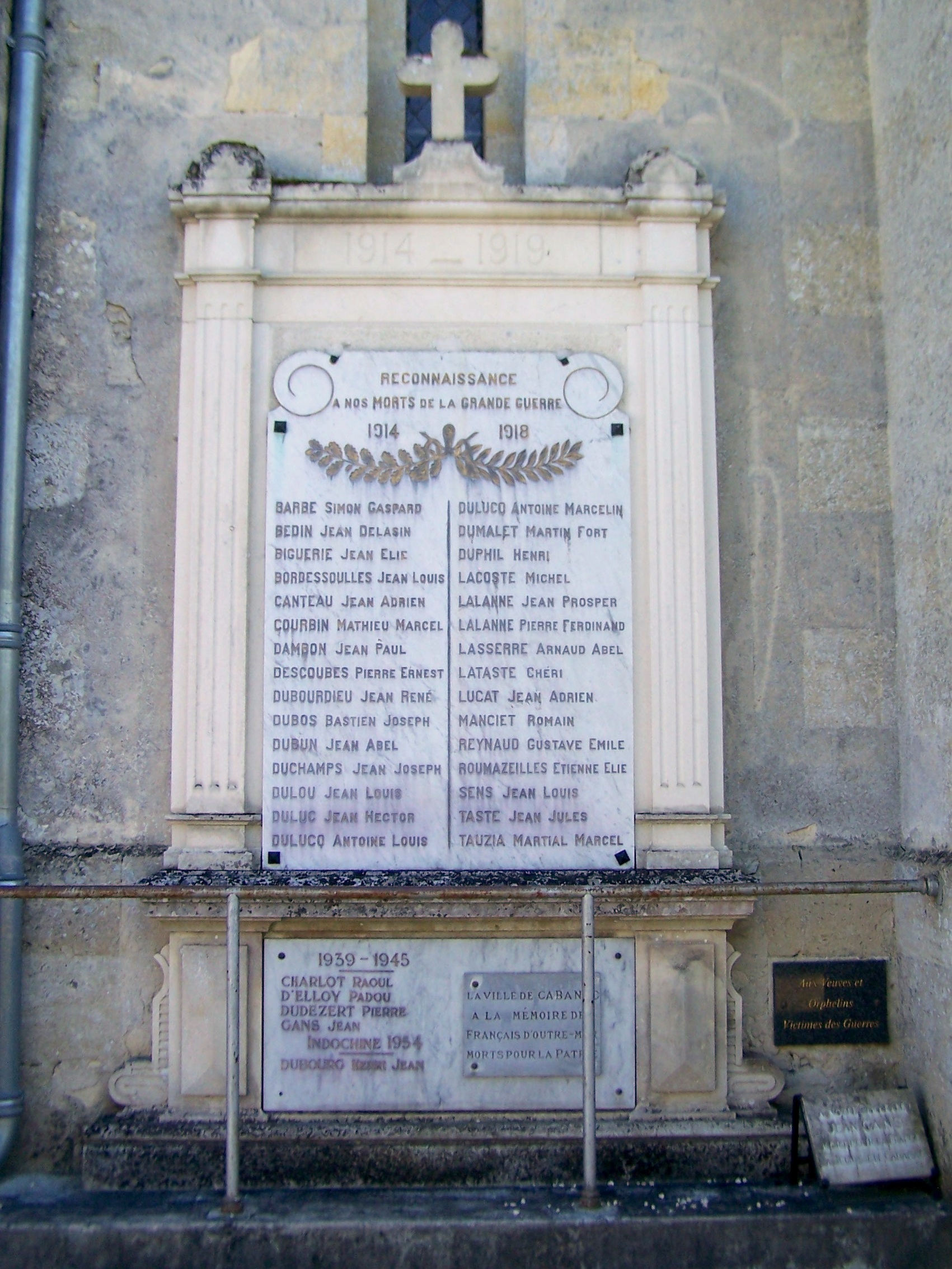
La stèle aux morts de Cabanac (août 2015).
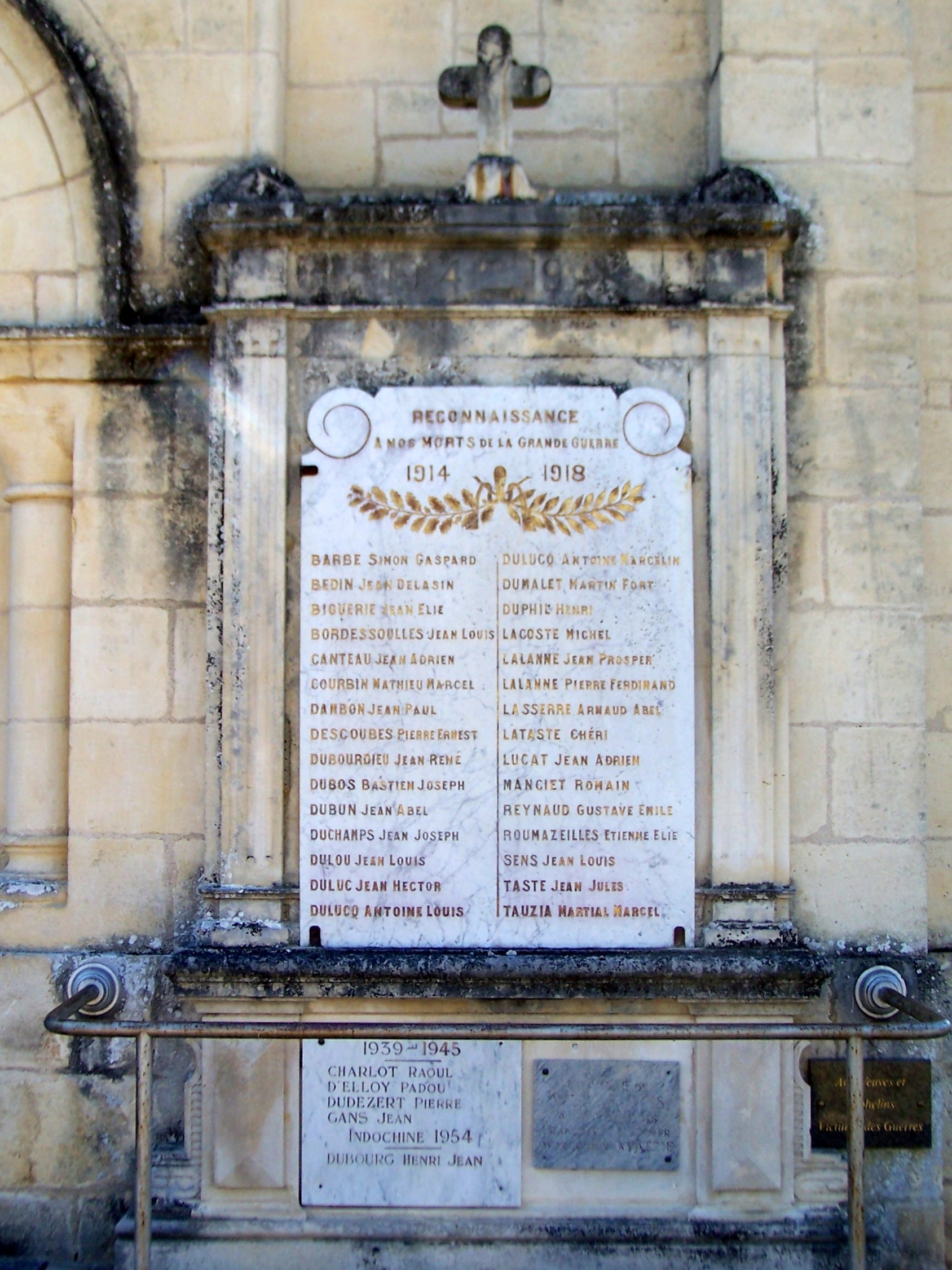
La stèle aux morts de Villagrains (août 2015).

### Personnalités liées à la commune
- Auguste Brunet (1878-1957), député de la Réunion : en 1940, après la victoire des Allemands, il choisit de s'installer en zone libre où il devient maire de la commune ; il refuse d'être désigné maire par l'administration du maréchal Pétain et préfère donner sa démission. Ayant voté comme parlementaire les pleins pouvoirs à Pétain le 10 juillet 1940, il sera, ultérieurement, écarté de la vie politique.
- Le général Doyen (1881-1974), général de la Seconde Guerre mondiale, y est né.

### Héraldique
| Armes | Les armes de Cabanac-et-Villagrains se blasonnent ainsi : D'argent aux quatre pins au naturel adextrés de la base d'un tronc de pin du même, mouvant du flanc, supportant un pot de résine de gueules dégoulinant de gemme du champ, senestré d'un écureuil aussi de gueules tenant une pomme de pin renversée du même sur une terrasse de sinople. |